# Сухая Лохвица
Сухая Лохвица (укр. Суха Лохвиця) — село,
Белоусовский сельский совет,
Чернухинский район,
Полтавская область,
Украина.
Код КОАТУУ — 5325180411. Население по переписи 2001 года составляло 21 человек.

## Географическое положение
Село Сухая Лохвица находится на левом берегу реки Лохвица,
ниже по течению на расстоянии в 2,5 км расположено село Белоусовка.